# Gerhard Schulenburg
Gerhard Schulenburg (né à Laatzen le 11 octobre 1926, et mort dans cette ville le 26 mars 2013) est un arbitre allemand de football.

## Carrière
Il a officié dans des compétitions majeures : 
- Coupe d'Allemagne de football 1958-1959 (finale)
- Championnat d'Allemagne de football D1 1960-1961 (finale)
- Coupe d'Allemagne de football 1965-1966 (finale)
- Coupe des villes de foires 1967-1968 (finale retour)
- Coupe d'Allemagne de football 1969-1970 (finale)
- JO 1972 (1 match)
- Coupe du monde de football de 1974 (1 match)